# Rivalno
Rivalno is een plaats in de gemeente Martijanec in de Kroatische provincie Varaždin. De plaats telt 63 inwoners (2001).